# 外国為替スキャンダル
外国為替スキャンダル（がいこくかわせスキャンダル、外国為替捜査（がいこくかわせそうさ）としても知られる。）は、各国の銀行が自身らの金銭的利益を目的として為替レートを操作するために、少なくとも10年間共謀していたという暴露と、その後の捜査に関連した金融スキャンダル。
2013年6月のブルームバーグニュースによる、通貨トレーダー達が、共謀してWM/ロイターベンチマークレートが決まる60秒間に取引を行うことで、顧客注文のフロントランニングと当該ベンチマークレートの不正操作を行った旨の暴露報道の後、アジア、スイス、英国、および米国の金融市場規制当局が、一日あたり4.7兆ドルの取引高を誇る外国為替市場の捜査を開始した。通貨トレーダー達によると、これらの行為はスポット外国為替市場で毎日行われ、少なくとも10年間続いた。 

## 捜査
本件では電子チャットルームの会話が捜査の的となった。そこでは、上級通貨トレーダー達が他の銀行のトレーダー達と、自らが行う予定の取引通貨や取引量内容を話し合っていた。電子チャットルームには、「The Cartel」、「The Bandits'Club」、「One Team,One Dream」、「The Mafia」などの名前が付けられていた。   チャットルームでは、外国為替市場の操作についての冗談めいた表現に加え、アルコール、麻薬、女性関係に関するジョークも繰り返し記載されていた。規制当局は特に、The CasrtelまたはThe Mafiaと呼ばれた小規模の専用チャットルームに注目した。そのチャットルームはロンドンで最も影響力のある数人のトレーダーで構成されており、そのチャットルームのメンバーとなることはトレーダー達の中で憧れの的となっていた。The Cartelのメンバーには、2010年にスポット外国為替取引の責任者としてJPモルガンに行った元ロイヤルバンクオブスコットランド（RBS）のシニアトレーダーであるリチャード・アッシャー、シティグループの欧州スポット取引の責任者であるローハン・ラムチャンダニ、UBSとバークレイズを経てスタンダードチャータード銀行にいたマット・ガーディナー、バークレイズのボイス・スポット取引の責任者であるクリス・アシュトンらがいた。これらのシニアトレーダーのうちの2人、リチャード・アッシャーとローハン・ラムチャンダニは、13人のメンバーからなるバンクオブイングランド合同常任委員会のチーフディーラーグループのメンバーにもなっていた。 
バークレイズ、 HSBC 、ゴールドマンサックスを含む少なくとも15の銀行が、規制当局による捜査を受けている事実を開示した。バークレイズ、シティグループ、JPモルガンチェースは、シニア通貨トレーダー達を一時停止または休職させた。欧州大陸最大の銀行であるドイツ銀行も、規制当局からの情報要請に協力した。  2014年6月の時点で、バークレイズ、シティグループ、ドイツ銀行、HSBC、JPモルガンチェース、ロイズ、RBS、スタンダードチャータード、UBS、およびイングランド銀行に在籍していた約40人の外国為替取引部門の従業員が一時停止、休暇、または解雇の処分を受けた。    シティグループは、欧州のスポット外国為替取引の責任者であるローハン・ラムチャンダニを解雇した。 ロイターは、世界中で何百人ものトレーダーがスキャンダルに関与している可能性があると報じた。 ローハン・ラムチャンダニは2019年に自身の不当解雇に関しシティグループに対し訴訟を起こし、2020年に勝訴した。

## 影響
外国為替市場の操作によって引き起こされた金銭的損失は 英国の2070万人の年金保有者に対するものだけでも、115億ドル/年（75億ポンド/年）に及んだ。 この操作は、10年以上にわたって、世界中の顧客に影響を及ぼしたが、操作の全体的な推定コストはまだ完全には把握されていない。

## 罰金
| バンク       | CFTC  | DFS | DOJ   | FCA   | フェド | FINMA | OCC | 合計   |
| ------------ | ----- | --- | ----- | ----- | ------ | ----- | --- | ------ |
| BofA         |       |     |       |       | 205    |       | 250 | 455    |
| バークレイズ | 400   | 635 | 650   | 441   | 342    |       |     | 2,468  |
| シティバンク | 310   |     | 925   | 358   | 342    |       | 350 | 2,285  |
| HSBC         | 275   |     |       | 343   |        |       |     | 618    |
| JPモルガン   | 310   |     | 550   | 352   | 342    |       | 350 | 1,904  |
| RBS          | 290   |     | 395   | 344   | 274    |       |     | 1,303  |
| UBS          | 290   |     |       | 371   | 342    | 145   |     | 1,148  |
| 合計         | 1,875 | 635 | 2,520 | 2,209 | 1,847  | 145   | 950 | 10,181 |

2014年11月12日、英国の金融行動規範機構（FCA）はG10スポット外国為替取引業務の行動規範を適切に管理できなかったとして、5つの銀行に合計17億ドルの罰金を科した。具体的には、Citibank $ 358 百万、HSBC $ 343 百万、JPモルガン＄352 百万、RBS $ 344 百万、UBS＄371百万となった。 FCAは、2008年1月1日から2013年10月15日までの間に、これら5つの銀行が顧客情報の守秘義務、利益相反、および取引行動規範に関するリスクを適切に管理できなかったと判断した。つまりこれらの銀行は機密の顧客注文情報を他の銀行と共有し、G10通貨の外国為替通貨レートを操作し、顧客と市場の利益を損なうことで違法に利益を上げたとみなされた。同日、米国商品先物取引委員会（CFTC）は、FCAと連携して同じ5行に対し、特定のトレーダーの利益の為にベンチマークレートの操作、及び他行のベンチマークレート操作の企てをほう助したとして。合計14億ドルの罰金を科した。 具体的にはシティバンクとJPモルガンにそれぞれ310百万ドル、RBSとUBSにそれぞれ290百万ドル、HSBCに275百万ドル となった。
CFTCは、5つの銀行の通貨トレーダーが他の銀行のトレーダーと取引を調整しあって、ロンドン16：00 WM /ロイターレートを含む外国為替ベンチマークレートを操作していることを発見した。銀行の通貨トレーダー達は、プライベートチャットルームで連絡を取り合って、外国為替ベンチマークレートを操作する試みを計画した。これらのチャットルームでは、銀行のトレーダー達が、機密情報である顧客の注文情報や自己の取引ポジションを開示しあったり、グループ全体の利益となるよう取引ポジションを変更したり、様々な外国為替ベンチマークレートを操作する為にグループ全体としての取引戦略を示し合わせるなどの行為を行った。これらのチャットルームは、多くの場合、排他的で招待された者のみが参加可能だった。 
2015年5月20日、5つの銀行は、米国司法省による起訴内容を認め、合計57億ドルを超える罰金の支払いに合意した。バークレイズ、シティグループ、JPモルガン、ロイヤルバンクオブスコットランドの4つの銀行は、外国為替市場の操作に関する有罪を認めた。バークレイズ以外の銀行は2014年11月からの捜査に関する和解ですでに罰金を科されていたが、バークレイズには24億ドルの罰金が科せられた。UBSはまた、不正通信を犯したことに対して有罪を認め、203百万ドルの罰金支払いに合意した。更にバンクオブアメリカは、有罪とは見なされなかったが、外国為替市場での不適切な行為を問われ、204百万ドルの罰金に合意した。 
2015年11月18日、バークレイズは自動電子外国為替取引の行動規範違反により、150百万ドルの罰金が追加で科せられた。 

## 刑事事件として
2014年12月19日、外国為替スキャンダルに関連して最初の逮捕が執行された。エセックス州ビラリキーで、元RBSのトレーダーが、ロンドン市警察と重大不正捜査局によって逮捕された。
これまでに、数人のトレーダーが相場操縦を理由に投獄されている。その中で最も長い懲役判決は、2015年に出された元UBSのトレーダーで英国市民トム・ヘイズ（14年の懲役）に対するものだった。
2017年1月に米連邦大陪審は元RBSのリチャード・アッシャー、元シティグループのローハン・ラムチャンダニ、元クリス・アシュトンを共謀による機密情報漏洩とベンチマークレートの不正操作の罪で起訴したが、2018年10月に無罪判決が出された。ある被告の弁護団は起訴内容に対し、一日中毎日通貨を売買しあう通貨トレーダー同士が、異なる銀行に属するとはいえ、対立する真のコンペティターと言えるのか、たった数人の通貨トレーダーが、ニューヨーク・ストック・エクスチェンジとナスダック市場の何倍もの取引高のある主要通貨為替市場の取引レートに、本当に影響を及ぼすことができるのか、他国にいる通貨トレーダーが米国での取引レートに影響を与えるとの犯罪的意図を持っていたのか、といった点に疑問を呈した。

## 改革
各国規制当局は、自国の銀行システムとより広範な外国為替市場への信頼を回復することを目的とした是正プログラムを発表した。英国ではFCAが、各金融機関で行われる是正措置は、各金融機関の規模、市場シェア、影響、すでに実施されている是正作業、各金融機関の市場での役割など、さまざまな要因に依存すると発表した。　是正プログラムでは、為替取引業務で使われている旧式の通信テクノロジーが、銀行内部の取引データの検証を困難にし、コンプライアンスシステムに気付かれずに不正操作が行われることを可能にしていると指摘され、為替業務取引に関するITシステムの見直しが必要とされた。 スイスでは、スイス金融市場監督局がUBSに対し、2年間、世界の外国為替及び貴金属トレード部門の従業員の年次賞与を、基本給の200％以内に抑えるよう発表した。またUBSは、世界各拠点での外国為替取引の少なくとも95％を自動化するように指示され、更に顧客取引と自己勘定取引を組織的に分離し、利益相反リスクを管理する効果的な対策を講じるよう命じられた。

## 関連記事
- フィデレス
- Liborスキャンダル
- ホワイトカラー犯罪

## 出所・参考文献
1. ↑  Vaughan, Liam; Finch, Gavin; Choudhury, Ambereen (2013年6月12日). “Traders Said to Rig Currency Rates to Profit Off Clients”. Bloomberg News 2014年1月21日閲覧。
2. ↑  McCoy, Kevin (2014年11月12日). “Forex traders plotted strategy in secret chats”. USA Today 2014年11月13日閲覧。
3. ↑  “FCA Final Notice 2014: JPMorgan Chase Bank N.A.”.   Financial Conduct Authority. 2014年11月13日閲覧。
4. ↑  Vaughan, Liam; Finch, Gavin; Ivry, Bob (2013年12月19日). “Secret Currency Traders’ Club Devised Biggest Market’s Rates”. Bloomberg News 2014年2月3日閲覧。
5. ↑  Martin, Katie; Enrich, David (2013年12月19日). “Forex Traders Said to Have Colluded in Effort to Profit”. Wall Street Journal 2014年2月3日閲覧。
6. 1 2  “Forex Chatrooms Show Traders Shared Order, Price Details: Report”. Reuters. NDTV Profit. (2014年6月19日) 2014年7月1日閲覧。
7. ↑  Enrich, David; Martin, Katie (2013年11月1日). “Currency Probe Widens as Major Banks Suspend Traders”. Wall Street Journal 2014年2月3日閲覧。
8. 1 2  Schäfer, Daniel; Ross, Alice; Strauss, Delphine (2013年11月12日). “Foreign exchange: The big fix”. Financial Times 2014年2月3日閲覧。
9. ↑  Sebag, Gaspard; White, Aoife (2013年12月19日). “Banks Said to Snitch on FX Rivals in Race to Avoid Fines”. Bloomberg News 2014年1月21日閲覧。
10. ↑  Ross, Alice; Schäfer, Daniel; Chon, Gina (2014年1月15日). “Deutsche Bank suspends traders amid global forex probe”. Financial Times 2014年2月3日閲覧。
11. ↑  Comfort, Nicholas; Matussek, Karin (2014年1月30日). “Deutsche Bank Said to Suspend Moraiz in Currency Probe”. Bloomberg News 2014年2月3日閲覧。
12. ↑  Schäfer, Daniel; Jenkins, Patrick; Mackenzie, Mike; Scannell, Kara; Barker, Alex; Hall, Camilla; Binham, Caroline; Strauss, Delphine (2014年2月16日). “Forex in the spotlight”. Financial Times 2014年2月18日閲覧。
13. ↑  Bases, Daniel (2014年1月10日). “Citi's European spot forex head trader Ramchandani out amid probe”. Reuters 2014年2月3日閲覧。
14. ↑  McGeever, Jamie (2014年1月15日). “Deutsche Bank, Citi feel the heat of widening FX investigation”. Reuters 2016年7月28日閲覧。
15. ↑  “Former Citi trader wins unfair dismissal case”. Financial Times. (2020年8月10日)
16. ↑  Mathiason, Nick (2014年12月4日). “New banking scandal could cost savers billions”. London: The Bureau of Investigative Journalism
17. ↑  “Five Banks To Plead Guilty To Global Currency Manipulation”. 2015年6月8日閲覧。
18. ↑  "CFTC Orders Five Banks to Pay over $1.4 Billion in Penalties for Attempted Manipulation of Foreign Exchange Benchmark Rates" (Press release). Commodity Futures Trading Commission. 12 November 2014. 2014年11月13日時点のオリジナルよりアーカイブ。2020年6月9日閲覧。
19. ↑  “Five Major Banks Agree to Parent-Level Guilty Pleas”. 2017年4月5日閲覧。
20. 1 2 3  "FCA fines five banks £1.1 billion for FX failings and announces industry-wide remediation programme" (Press release). Financial Conduct Authority. 12 November 2014.
21. ↑  “Federal Reserve announces fines totaling more than $1.8 billion against six major banking organizations for their unsafe and unsound practices in the foreign exchange (FX) markets”. 2017年4月5日閲覧。
22. ↑  swissinfo.ch. “UBS bears brunt of forex rigging fines - SWI swissinfo.ch”. 2015年6月8日閲覧。
23. ↑  “OCC Fines Three Banks $950 Million for FX Trading Improprieties”. www.occ.gov (2014年11月12日). 2018年4月14日閲覧。
24. ↑  "NYDFS Announces Barclays To Pay $2.4 Billion, Terminate Employees For Conspiring To Manipulate Spot FX Trading Market" (Press release). New York State Department of Financial Services. 20 May 2015. 2015年5月24日時点のオリジナルよりアーカイブ。2020年6月9日閲覧。
25. ↑  “FCA fines Barclays £284,432,000 for forex failings” (2015年5月20日). 2017年4月5日閲覧。
26. 1 2  "NYDFS Announces Barclays to Pay Additional $150 Million Penalty" (Press release). New York State Department of Financial Services. 18 November 2015. 2016年3月18日時点のオリジナルよりアーカイブ。2020年6月9日閲覧。
27. 1 2  “CFTC Orders Five Banks to Pay over $1.4 Billion in Penalties for Attempted Manipulation of Foreign Exchange Benchmark Rates”.   Commodities Futures trading Commission (2014年11月12日). 2014年11月13日閲覧。
28. ↑  Freifeld (2015年5月20日). “Major banks admit guilt in forex probe, fined $6 billion”.   Reuters. 2015年5月20日閲覧。
29. ↑  “Record fines for currency market fix”.  BBC (2015年5月20日). 2015年5月20日閲覧。
30. ↑  https://www.theguardian.com/uk-news/2014/dec/19/foreign-exchange-market-rigging-first-arrest
31. ↑  Economist (2015年8月4日). “Sentenced to 14 years’ hard LIBOR”.   The Economist. 2015年12月26日閲覧。
32. ↑  “British Cartel Traders Acquitted of Rigging Currency Market”. Bloomberg. (2018年10月26日)
33. ↑  “What Headlines Missed About ‘Cartel’ Traders’ Trial 1 Year Ago”.   White & Case. 2020年11月3日閲覧。
34. ↑  Howes, Gary (2014年11月14日). “Exchange Rate Rigging Allowed to Thrive in 'Dark Data' Blindspots”. Pound Sterling Live 2014年12月22日閲覧。
35. ↑  “FINMA sanctions foreign exchange manipulation at UBS”.   Swiss Financial Market Supervisory Authority (2014年12月11日). 2014年11月15日時点のオリジナルよりアーカイブ。2014年11月22日閲覧。

Bank of America
- “Consent Order for Civil Money Penalty”. In the Matter of: Bank of America N.A..   United States Office of the Comptroller of the Currency (2014年11月11日). 2014年11月14日閲覧。
- “Order to Cease and Desist”. In the Matter of: Bank of America Corporation.   United States Federal Reserve (2015年5月20日). 2015年5月21日閲覧。

バークレイズ
- “Order Instituting Proceedings”. In the Matter of: Barclays Bank Plc.   United States Commodity Futures Trading Commission (2015年11月20日). 2015年5月21日閲覧。
- “Consent Order”. In the Matter of: Barclays Bank Plc.  New York State Department of Financial Services (2015年5月20日). 2015年5月21日閲覧。
- “FCA Final Notice 2015: Barclays Bank Plc”.   United Kingdom Financial Conduct Authority (2015年5月20日). 2015年5月25日閲覧。
- “Plea agreement”. United States of America v. Barclay Plc.  United States Department of Justice (2015年5月20日). 2015年5月21日閲覧。
- “Order to Cease and Desist”. In the Matter of: Barclays Bank Plc.   United States Federal Reserve (2015年5月20日). 2015年5月21日閲覧。

シティグループ
- “Order Instituting Proceedings”. In the Matter of: Citibank N.A..   United States Commodity Futures Trading Commission (2014年11月11日). 2014年11月14日閲覧。
- “Consent Order for Civil Money Penalty”. In the Matter of: Citibank N.A..   United States Office of the Comptroller of the Currency (2014年11月11日). 2014年11月14日閲覧。
- “FCA Final Notice 2014: Citibank N.A.”.   United Kingdom Financial Conduct Authority (2014年11月12日). 2014年11月14日閲覧。
- “Plea agreement”. United States of America v. Citicorp.   United States Department of Justice (2015年5月20日). 2015年5月21日閲覧。
- “Order to Cease and Desist”. In the Matter of: Citigroup Inc..   United States Federal Reserve (2015年5月20日). 2015年5月21日閲覧。

HSBC
- “Order Instituting Proceedings”. In the Matter of: HSBC Bank Plc.   United States Commodity Futures Trading Commission (2014年11月11日). 2014年11月14日閲覧。
- “FCA Final Notice 2014: HSBC Bank Plc”.   United Kingdom Financial Conduct Authority (2014年11月12日). 2014年11月14日閲覧。

JPモルガン
- “Order Instituting Proceedings”. In the Matter of: JPMorgan Chase Bank N.A..   United States Commodity Futures Trading Commission (2014年11月11日). 2014年11月14日閲覧。
- “Consent Order for Civil Money Penalty”. In the Matter of: JPMorgan Chase Bank, N.A..   United States Office of the Comptroller of the Currency (2014年11月11日). 2014年11月14日閲覧。
- “FCA Final Notice 2014: JPMorgan Chase Bank N.A.”.   United Kingdom Financial Conduct Authority (2014年11月12日). 2015年5月25日閲覧。
- “Plea agreement”. United States of America v. JPMorgan Chase & Co.   United States Department of Justice (2015年5月20日). 2015年5月21日閲覧。
- “Order to Cease and Desist”. In the Matter of: JPMorgan Chase & Co.   United States Federal Reserve (2015年5月20日). 2015年5月21日閲覧。.

RBS
- “Order Instituting Proceedings”. In the matter of: Royal Bank of Scotland Plc.   United States Commodity Futures Trading Commission (2014年11月11日). 2014年11月14日閲覧。
- “FCA Final Notice 2014: The Royal Bank of Scotland Plc”.   United Kingdom Financial Conduct Authority (2014年11月12日). 2014年11月14日閲覧。
- “Plea agreement”. United States of America v. Royal Bank of Scotland Plc.   United States Department of Justice (2015年5月20日). 2015年5月21日閲覧。
- “Order to Cease and Desist”. In the Matter of: The Royal Bank of Scotland Plc.   United States Federal Reserve (2015年5月20日). 2015年5月21日閲覧。

UBS
- “Order Instituting Proceedings”. In the Matter of: UBS AG.   United States Commodity Futures Trading Commission (2014年11月11日). 2014年11月14日閲覧。.
- “FCA Final Notice 2014: UBS AG”.   United Kingdom Financial Conduct Authority (2014年11月12日). 2014年11月14日閲覧。
- “FINMA Summary Report UBS Foreign Exchange”.  Swiss Financial Market Supervisory Authority (2014年11月12日). 2014年11月14日閲覧。
- “Plea agreement”. United States of America v. UBS AG.   United States Department of Justice (2015年5月20日). 2015年5月21日閲覧。
- “Order to Cease and Desist”. In the Matter of: UBS AG.   United States Federal Reserve (2015年5月20日). 2015年5月21日閲覧。

政府
- “Bank of England Foreign Exchange Market Investigation”.  Bank of England (2014年11月12日). 2014年11月14日閲覧。.